# Arenysaurus ardevoli
Arenysaurus ardevoli ("lagarto de Arén de Lluís Ardèvol") es la única especie conocida del género extinto Arenysaurus de dinosaurio ornitópodo lambeosaurino, que vivió a finales del período Cretácico, hace aproximadamente 68 millones de años en el Maastrichtiense, en lo que es hoy Europa.

## Descripción

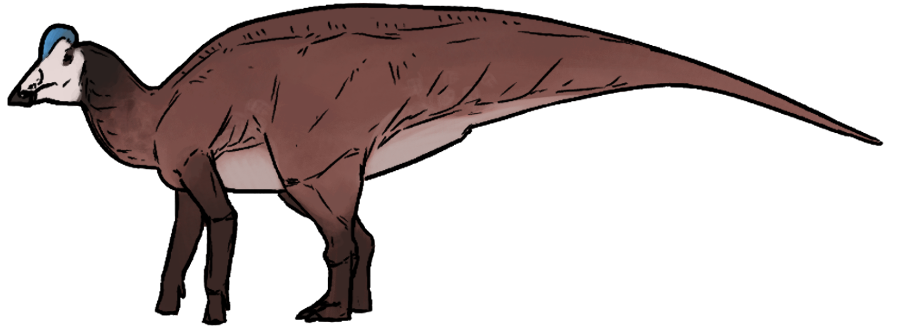
Recreación en vida

Arenysaurus era un herbívoro de tamaño mediano con una longitud de 5 a 6 metros, que se podía mover opcionalmente en dos patas. El cráneo del holotipo, de acuerdo con un escáner TAC una capacidad de 126,2 cm³. La longitud del cuerpo de Arenysaurus se estima entre los 5 y 6 metros. Los descriptores en 2009 fueron capaces de establecer algunas características distintivas. La curvatura del hueso frontal está muy bien desarrollado. El excelente para la rama cuadrada del hueso escamoso y la rama inferior del orbital funcionando casi verticalmente. La cresta deltopectoral del húmero es hacia adelante. Además, hay una combinación única de propiedades no es en sí únicas. La pierna de la frente es breve, dos veces tan ancha como larga. La mitad de cresta entre los huesos parietales se pegan alrededor tan alta como la barra de la barra orbital yescamosos. El lado del escamoso se encuentra por encima de la cavidad en la que se ajusta a la rama del cuadrado, más bien baja.

## Descubrimiento e investigación

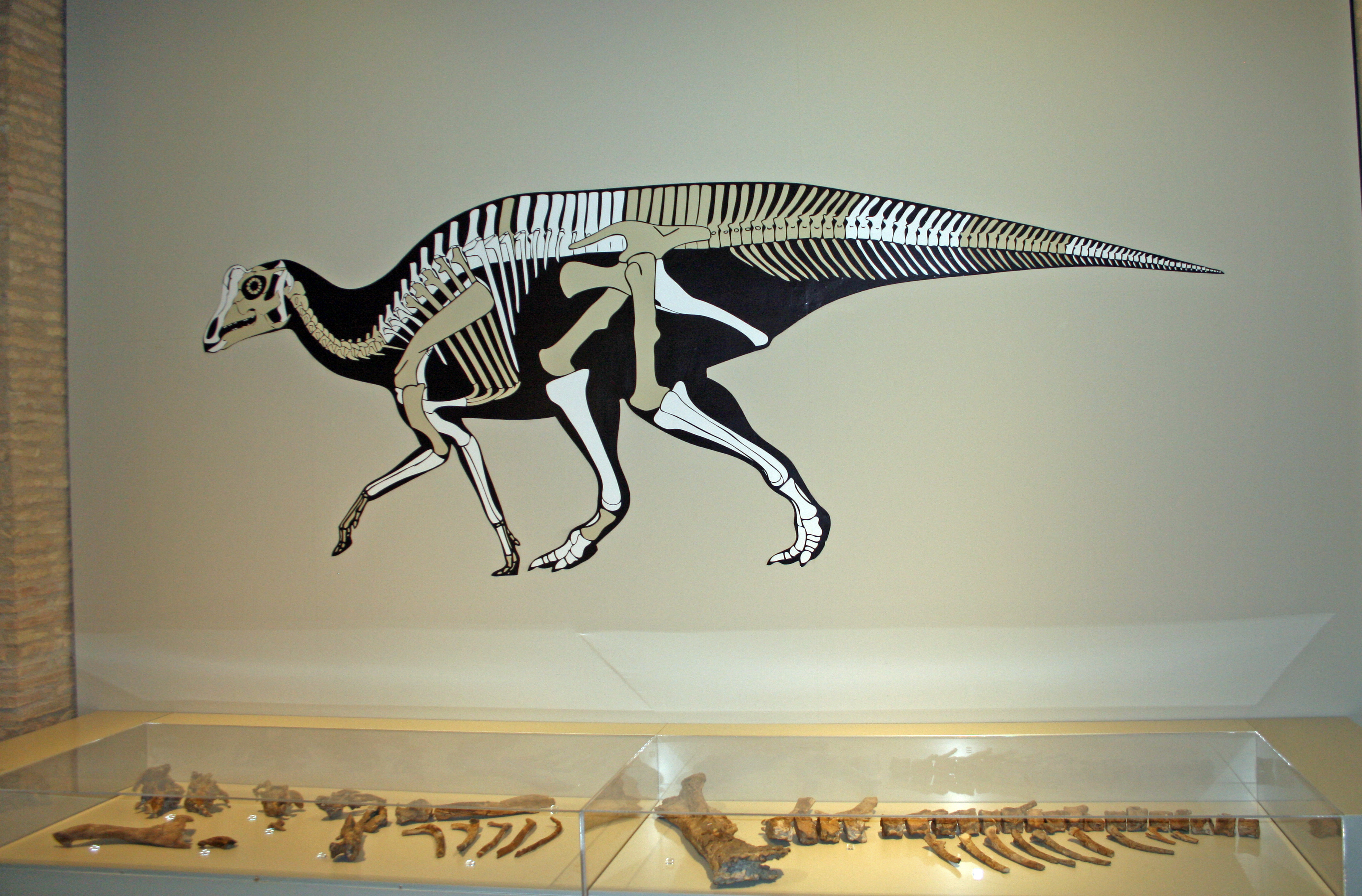
Fósiles de A. ardevoli exhibidos en el Museo de Ciencias Naturales de la Universidad de Zaragoza.

Es conocido por un cráneo parcial y esqueleto encontrados en las rocas de finales del mesozoico de los Pirineos en España. La especie tipo es A. ardevoli, descrita en 2009 por Pereda-Suberbiola et al., un grupo de investigadores españoles. El nombre genérico hace referencia a Arén, donde fuera encontrado, el nombre específico honra al geólogo Lluís Ardèvol. Arenysaurus fue encontrado en un pequeño pueblo de 250 habitantes, en los Pirineos aragonés llamado Arén. La gente del pueblo de Arén trabajaron día y noche para ayudar a los paleontólogos. Por esta razón, los paleontólogos dedicaron el dinosaurio al pueblo. Los huesos originales pueden verse en un museo que fue construido en la ciudad. El museo también alberga reconstrucciones y videos de la excavación. Una réplica exacta se ha construido a partir de los huesos donde los fósiles Arenysaurus fueron encontrados, en la misma posición que se encontraban.

## Clasificación
Un análisis cladistico obtuvo el resultado que Arenysaurus era un miembro basal de Lambeosaurinae, colocado ligeramente más profundo en el árbol de familia, con respecto a un clado, que comprende a Corythosaurini y  Parasaurolophini como Amurosaurus. Esto, de acuerdo con los descriptores señala que en el Cretácico superior existía una conexión entre Europa y Asia. Arenysaurus fue uno de los últimos dinosaurios de Europa. Un nuevo análisis de 2013 obtuvo el resultado de que Arenysaurus estaba dentro de Parasaurolophini como especie hermana de Blasisaurus.